# Lijst van burgemeesters van Rozendaal
Dit is een lijst van burgemeesters van de Nederlandse gemeente Rozendaal in de provincie Gelderland. Van 1811 tot 1818 viel de heerlijkheid Rozendaal onder de mairie van Velp, op 1 januari 1818 werd Rozendaal een zelfstandige gemeente. Van 1851 tot 1978 werd Rozendaal bestuurd door een burgemeester uit een adellijk geslacht.
| Ambtsperiode | Naam burgemeester                                               | Partij of stroming | Bijzonderheden                                                                                                   |
| ------------ | --------------------------------------------------------------- | ------------------ | --- |
| 1818 – 1823  | mr. Isaac Nijhoff                                               |                    | schout (Nijhoff fungeerde ook al in de periode 1803 tot 1810 als schout van het schoutsambt Rozendaal)           |
| 1823 – 1823  | Lammert Oldeman                                                 |                    | schout ad interim                                                                                                |
| 1823 – 1843  | mr. Gerard van Eck                                              |                    | eerst schout, daarna burgemeester                                                                                |
| 1844 – 1850  | Geurt Kets                                                      |                    | |
| 1850 – 1850  | Harmen Jansen                                                   |                    | waarnemend |
| 1850 – 1851  | mr. Jacob Pieter Johan Theodore Brantsen                        |                    | |
| 1851 – 1899  | mr. Reinhard Jan Christiaan baron van Pallandt, heer van Keppel |                    | |
| 1900 – 1932  | Willem baron van Pallandt                                       |                    | zoon van zijn voorganger                                                                                         |
| 1934 – 1964  | D.M.M. van Hangest baron d'Yvoy heer van Mijdrecht              | CHU                | |
| 1964 – 1968  | jhr. mr. C. Flugi van Aspermont                                 | PvdA               | waarnemend, tevens burgemeester van Doesburg (1962-1967), † Nijmegen 15 mei 1968, schoonzoon van zijn voorganger |
| 1968 – 1978  | H.L.M. Flugi van Aspermont-d'Hangest barones d'Yvoy             |                    | benoemd per 1 september 1968, weduwe haar voorganger, nam ontslag wegens voorgenomen tweede huwelijk             |
| 1979 – 1986  | G.R. Bierman                                                    | VVD                | |
| 1987 – 1992  | P. van Veen                                                     | VVD                | |
| 1992 – 1996  | P.I.A.M. van Campenhout                                         | D66                | |
| 1997 – 2000  | Hélène van Rijnbach-de Groot                                    | CDA                | |
| 2000 – 2001  | Henk Spoelstra                                                  | PvdA               | waarnemend |
| 2001 – 2007  | Ada Boerma-van Doorne                                           | CDA                | |
| 2007 – 2009  | jhr.mr. R.F.R.M. van Rijckevorsel                               | CDA                | waarnemend |
| 2009 – 2019  | drs. Jan Hendrik Klein Molekamp                                 | VVD                | |
| 2019 –       | drs. Ester Weststeijn-Vermaat                                   | partijloos         | |